# Jamal Murray
Jamal Murray (ur. 23 lutego 1997 w Kitchener) – kanadyjski koszykarz, występujący na pozycjach rozgrywającego oraz rzucającego obrońcy, obecnie zawodnik Denver Nuggets.
W 2014 i 2015 wystąpił w meczu wschodzących gwiazd - Nike Hoop Summit.

## Osiągnięcia
Stan na 21 czerwca 2023, na podstawie, o ile nie zaznaczono inaczej.

### NCAA
- Uczestnik turnieju NCAA (2016)
- Mistrz:
  - turnieju konferencji Southeastern (SEC – 2016)
  - sezonu regularnego SEC (2016)
- Najlepszy Pierwszoroczny Zawodnik Roku Konferencji SEC (2016)
- Zaliczony do:
  - I składu:
    - SEC (2016)
    - turnieju SEC (2016)
    - pierwszoroczniaków SEC (2016)

  - III składu All-American (2016 przez Associated Press)

### NBA
- Mistrz NBA (2023)[5]
- MVP meczu Rising Stars Challenge (2017)[6]
- Uczestnik:
  - Rising Stars Challenge (2017, 2018)[6]
  - Skills Challenge (2018)
- Zaliczony do II składu debiutantów NBA (2017)[7]

### Reprezentacja
Seniorska
- Wicemistrz igrzysk panamerykańskich (2015)
- Współlider igrzysk olimpijskich w skutecznosci rzutów wolnych (2024 – 100%)[8]

Młodzieżowe
- Brązowy medalista mistrzostw Ameryki U–16 (2013)
- Uczestnik mistrzostw świata U–17 (2014 – 6. miejsce)